# Frants Henningsen
Frants Peter Diderik Henningsen (født 22. juni 1850 i København, død 20. marts 1908 i København) var en dansk maler og tegner. 
Henningsen var søn af grosserer Frants Ludvig Henningsen og Hilda f. Schou. Han var bror til maler Erik Henningsen samt en søster, som giftede sig med arkitekt og maler Arnold Krog. 
Efter studentereksamenen ved Borgerdydskolen i 1869 blev Henningsen optaget på C. V. Nielsens tegneskole og derefter kunstakademiet, hvorfra han fik afgangsbevis i 1875. Allerede i 1874 udstillede han sit første arbejde, et portræt af skuespillerinde Julie Sødring, og han var efterfølgende repræsenteret på næsten alle Forårsudstillinger. Han udviste stor dygtighed inden for mange forskellige områder, bl.a. portrætmaleriet, dyremaleriet, landskabsmaleriet, genrebilledet og illustrationer. Umiddelbart efter akademiet rejste han med akademistipendier til Tyskland, senere til Frankrig i 1877-1878, hvor han i Paris søgte Léon Bonnats skole, og hvorfra han i foråret 1878 foretog en rejse til Spanien sammen med P.S. Krøyer, Frans Schwartz og Julius Lange.
Fremhævede værker
|  |  | Blandt Henningsens mange arbejder kan særlig fremhæves Pløjescene i oktober (1879), En Skytte med sin hest og sine hunde (1880), En begravelse (1883), En dreng, der tegner for sin lille søster (1884), Sommerlandskab med legende børn fra Hornbæk Strand (1885), Forladt og En sædemand (1888) foruden en lang række større og mindre portrætter, bl.a. af Christian 9. Han viste især ved regeringsjubilæet i 1888 og igen ved kongeparrets guldbryllupsfest i 1892 et særligt talent til at gengive store masser, først i akvarellen forestillende deputationerne ved regeringsjubilæet, derefter i Garden trækker op på Amalienborg, et figurrigt arbejde med portrætter af mange af datidens kendte personligheder. |

Vurdering
Henningsens kunst kan i dag fremstå med et gammeldags, akademisk præg; han mangler kraft i farven, og hans billeder kan derfor virke tungsindige og sorte, men hans gode, solide egenskaber, særligt inden for tegningen, er stadig tydelige og sikrer ham en vigtig plads i kunsthistorien. Efter Carl Blochs død blev Henningsen udnævnt hans efterfølger som professor ved Kunstakademiet i 1890. 
I 1889 opførtes en sommervilla til Henningsen, Rytterhuset i Ålsgårde, efter tegninger af arkitekt Martin Nyrop. I det sydvestlige hjørne af grunden opførtes en lille atelierbygning. Henningsen blev tildelt flere tillidshverv, bl.a. blev han medlem af Akademiraadet i 1887 og Akademiets Plenarforsamling i 1890. I 1892 blev han Ridder af Dannebrog og i 1894 Dannebrogsmand.
Henningsen giftede sig i 1880 med Thora f. Vermehren, datter af maler Frederik Vermehren. De fik tre sønner, ingeniør Svend Henningsen, arkitekt Thorkild Henningsen og maler Hans Henningsen. En datter giftede sig med minister Ove Engell.

## Billeder
| - Portrætter - En herre i profil, 1879 - Fisker med rød halsklud, 1880 - Malermester og dekorationsmaler Carl Bernhard Lübschitz Mellem 1870 og 1882 - Dåbsbarnet, 1885 - Barneportræt af Ebba Ocksen, 1889 - Barneportræt af Knud Torben Oksen, 1889 |

| - Andre værker af Frants Henningsen - En spadseretur, Jylland 1877 Walking trip. Jutland - Den barmhjertige samaritaner, 1881 - På en landevej. En herre løfter på hatten for postvognen. 1881 - Gårdeksteriør med høstarbejder, 1886 - Dansk soldat i samtale med en smed, antagelig motiv fra 2. Slesvigske Krig Maleri fra 1889 - Interiør med en ung kvinde, der læser, 1889 - Interiør med elegant dame i lyserød kjole, 1890. - Hos pantelåneren, 1893 - Et godt råd, 1894 (kul på papir) - Studenterne fejrer endt eksamen. Parti ved Ørstedsparken med folkeliv uden for porten, 1899 - En falden tysk husar, ca. 1901 - En helt fra krigen 1864 Maleri fra 1901 - Industricafeen, 1906 - Landskab i gråvejr. Mellem 1865 og 1908 - Sommer i havestuen med bekvemme møbler og et dækket kaffebord Mellem 1868 og 1908 - En tørvepige Mellem 1868 og 1908 - Tejne, tønde og vadsæk ved en stor sten Mellem 1868 og 1908 - En sommerdag ved stranden med legende børn. Ved Hornbæk. Ukendt dato |